# Magnitud de onda superficial
La escala magnitud de onda superficial ({\displaystyle M_{s}}) es una de las escalas de magnitud sísmica usadas en sismología para describir el tamaño de un sismo. Está basada en mediciones de las ondas superficiales de Rayleigh, que viajan principalmente a lo largo de las capas superiores de la tierra. Es usada actualmente en la República Popular China como un estándar nacional (GB 17740-1999) para categorizar terremotos.
La magnitud de onda superficial fue desarrollada inicialmente en 1950 por los mismos investigadores que desarrollaron la escala de magnitud local ML con el fin de mejorar la resolución de grandes terremotos: